# Atysilla glabra
Atysilla glabra är en skalbaggsart som beskrevs av Hermann Julius Kolbe 1894. Atysilla glabra ingår i släktet Atysilla och familjen Melolonthidae. Inga underarter finns listade.